# Xylopteryx emunctaria
Xylopteryx emunctaria là một loài bướm đêm trong họ Geometridae.